# Nilton Rosa
Tito, właśc. Nilton Rosa (ur. 15 marca 1943 w Rio de Janeiro) – piłkarz brazylijski, występujący na pozycji pomocnika.

## Kariera klubowa
W czasie kariery piłkarskiej Tito grał w klubie Fluminense FC i Portuguesie Rio de Janeiro. Z Fluminense zdobył mistrzostwo stanu Rio de Janeiro – Campeonato Carioca w 1964 roku.

## Kariera reprezentacyjna
W 1964 roku Tito uczestniczył w Igrzyskach Olimpijskich w Tokio. Na turnieju Íris był rezerwowym zawodnikiem i nie wystąpił w żadnym meczu.